# Ріо-Марина
Ріо-Марина (італ. Rio Marina) — муніципалітет в Італії, у регіоні Тоскана,  провінція Ліворно.
Ріо-Марина розташоване на відстані близько 200 км на північний захід від Рима, 130 км на південний захід від Флоренції, 85 км на південь від Ліворно.
Населення — 2244 особи (2014).
Щорічний фестиваль відбувається 4 грудня, 16 серпня. Покровитель — Santa Barbara.

## Демографія
Населення за роками:

Станом на 31 грудня 2014 року в муніципалітеті офіційно проживало 157 іноземців з 18 країн, серед них 97 громадян країн Євросоюзу та 11 громадян України.

## Сусідні муніципалітети
- Порто-Аццурро
- Ріо-нелл'Ельба